# Rentabilidad social

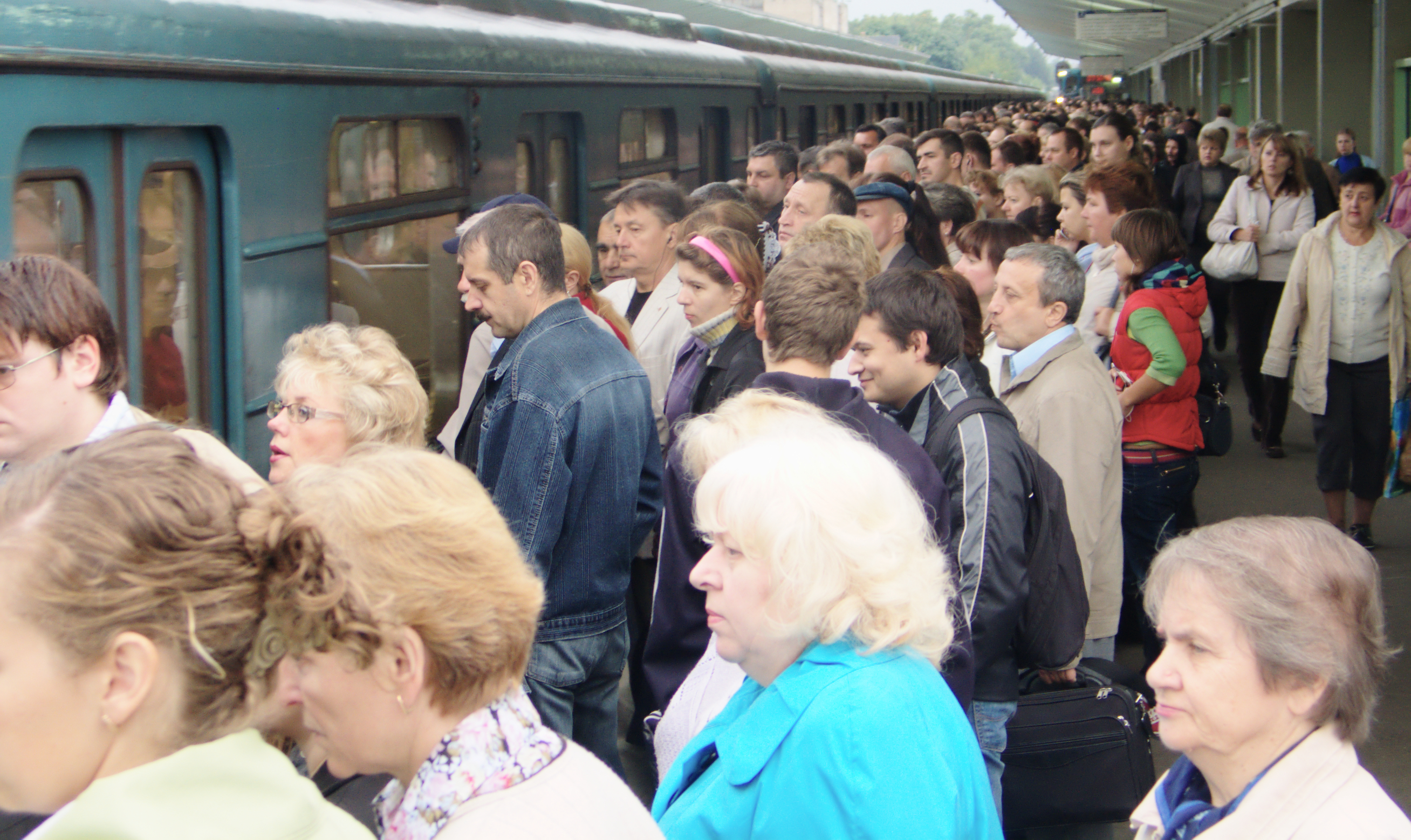
La rentabilidad social es muy utilizada en el planeamiento de infraestructuras.

Una actividad es rentable socialmente cuando provee de más beneficios que pérdidas a la sociedad en general, independientemente de si es rentable económicamente para su promotor. Se utiliza como contrapartida al concepto de rentabilidad económica, donde la rentabilidad sólo concierne al promotor.
Un ejemplo típico de cálculo de rentabilidad social es el de las líneas de ferrocarril. Una línea es rentable económicamente si los ingresos que obtiene a través de la venta de billetes es mayor que los gastos, mientras que es rentable socialmente si lo que la sociedad ahorra con esa línea (el coste del desplazamiento en coches particulares u otros medios, el menor tiempo dedicado al transporte, etc.) es mayor que los gastos que genera la infraestructura.
Para medir la rentabilidad social de organizaciones se han creado índices, como el IRSCOM (Índice de Rentabilidad Social en Comunicación) que mide la aportación de los medios de comunicación en términos de construcción democrática, la fortaleza de la pluralidad y la diversidad.

## Rentabilidad social en empresas privadas
Las empresas privadas pueden también perseguir la rentabilidad social, en ocasiones porque la legislación les obliga a ello. Se distinguen tres tipos de responsabilidad:
- Responsabilidad social primaria: Hace .-. referencia a la necesidad de reparar los daños causados por su operación; en el caso de una petroquímica se correspondería con el uso de los productos necesarios para evitar la contaminación ambiental.
- Responsabilidad social secundaria: Depende ya de la situación económica de la empresa y tiene que ver con el otorgamiento directo de beneficios a la sociedad; un ejemplo de esto sería la Fundación Ronald McDonald, por medio de la cual la cadena internacional estadounidense de comida rápida McDonald ayuda a niños enfermos. La responsabilidad social secundaria es usada a menudo como propaganda o lavado de cara cuando la empresa está acusada de algo que daña su imagen, por el contrario de la responsabilidad social primaria es una obligación por ley en muchos países.
- Responsabilidad social terciaria: se extiende a actuaciones de la empresa encaminadas a mejorar determinados aspectos de su entorno social más allá de su actividad específica.

Según la crítica liberal, en un régimen de libre empresa no hay rentabilidad económica sin rentabilidad social, ya que la empresa sólo puede ser rentable si satisface las demandas de los compradores, dado que una transacción voluntaria sólo se puede dar si todas las partes involucradas consideran que se benefician de dicha transacción.